# 한동수
한동수(韓東洙, 1949년 1월 1일~2020년 2월 21일)는 대한민국의 공무원 출신 정치인이다. 대구광역시 도시철도건설본부장을 지냈으며 제 45·46·47대 대한민국 경상북도 청송군수이다.

## 학력
- 청송초등학교 졸업
- 청송중학교 졸업
- 대구공업고등학교 토목과(1964년~1966년)→ 부설 방송통신고등학교 졸업
- 영남이공대학교 건축학과(1969년~1971년)
- 경일대학교 토목공학과(1981년~1983년)
- 영남대학교 환경대학원 졸업(환경공학과 석사, 1987년~1989년)
- 영남대학교 대학원 박사과정수료(교통공학과, 1997년~2001년)

## 경력
- 청송군청 근무(농지계장, 토목계장)
- 1988년~1995년: 대구직할시 수도국 급수과, 구획정리과 계장
- 1990년~1995년: 대구직할시 지하철 건설본부 공사과장
- 1995년~1997년: 대구광역시청 건설주택국 도로과 도로기획계장
- 1997년~2000년: 대구광역시청 도로과장
- 2000년~2004년: 대구광역시 지하철 건설 1부장
- 2001년: 대구대학교 겸임교수
- 2002년: 영남대학교 겸임교수
- 2004년~2005년: 대구광역시 지하철 건설본부장 직무대리
- 2005년~2007년 12월: 대구광역시 지하철건설 본부장
- 경일대학교 철도경영학부 겸임교수
- 대구광역시 도시계획위원
- 2007년 12월~2018년 6월: 제45~47대 경상북도 청송군수(3선, 한나라당→새누리당→무소속→새누리당→자유한국당)[2]
- 2017년 7월~2018년 6월: 경북 협의회장

## 훈장 & 포장
- 1993년 12월 16일 국무총리표창
- 1999년 9월 16일 대통령표창
- 2005년 10월 18일 홍조근정훈장

## 논란

### 뇌물수수 및 인사청탁, 블랙리스트 의혹
뇌물수수 및 인사청탁관련 의혹이 불거저 논란이 되고 있다. 경북지방경찰청은 한동수 청송군수를 불구속 입건했다. 경찰에 따르면 한동수 군수는 2014년 12월부터 2017년 1월까지 사과유통공사 사장에게 명절 떡값, 해외여행 경비, 입택 축하비 등 명목으로 3250만원을 받은 혐의를 받고 있으며 또 2012년 7월부터 2016년 12월까지 군의원들이 개인적으로 산 사과값 5300만원 상당을 군 예산으로 대신 내도록 했다. 이밖에도 2013년 설·추석 때 김재원 국회의원 이름으로 사과 1376만원어치를 김재원 의원 지인들에게 보내고, 군이 홍보용으로 보낸 것처럼 허위로 공문서를 만들어 예산을 지출했다. 2011년부터 2017년까지는 사과 2278상자를 자기 명의로 지인들에게 선물로 보내고 군 예산으로 대금 1130만원을 집행하도록 했다.
또한 한동수 군수는 A씨의 청탁을 받고 A씨의 아들이 군 장학생으로 선발되도록 도운 혐의도 받는다. 한 군수는 2012년과 2013년에 '청송군 장학생 임용후보자 선발 계획'을 수립하면서 청송군 장학생 후보자 선발자격을 2차례나 바꿔가며 A씨 아들이 장학금 217만원을 받도록 도운 것으로 경찰은 보고 있다. A씨 아들은 대학 때 청송군 장학생으로 선발된 뒤 공무원으로 특별채용됐다.
거기다 한 군수는 '블랙리스트'를 만들어 관리해 온 것으로 드러났다. 경찰에 따르면 그는 2014년 6월 지방선거 때 청송군 공무원 약 400명의 성향을 조사해 비지지자를 따로 표기한 문건을 만든 것으로 드러났다.

## 역대 선거 결과
|  | 54.16% |

|  | 0% |

|  | 58.05% |